# Infinity Blade: Redemption
 (août 2021).
Si vous disposez d'ouvrages ou d'articles de référence ou si vous connaissez des sites web de qualité traitant du thème abordé ici, merci de compléter l'article en donnant les références utiles à sa vérifiabilité et en les liant à la section « Notes et références ».
Infinity Blade: Redemption est une novella de l'auteur de fantasy Brandon Sanderson. Elle est basée sur la série de jeux vidéo d'action et de rôle iOS Infinity Blade développée par Chair Entertainment et Epic Games, et sert de pont scénaristique entre le deuxième jeu et le troisième. Elle est sortie sous forme de livre électronique le 8 septembre 2013. 

## Résumé
Contrairement au livre qui l'a précédé, Infinity Blade: Awakening, Redemption présente deux histoires côte à côte. Dans les chapitres se trouve l'histoire « contemporaine » des personnages des jeux, en commençant par le protagoniste Siris et son ennemi Raidriar enfermés dans la Voûte des Larmes, comme ils ont été laissés à la fin d'Infinity Blade II. L'histoire progresse à travers leur sauvetage et la découverte de ce que le Travailleur des Secrets a fait pendant leur emprisonnement. Les chapitres sont entrecoupés de « déviations », qui sont des retours en arrière à une époque qui semble être le futur proche de la Terre actuelle, et les origines de la technologie qui a créé le Deathless, et de Galath, l'ouvrier lui-même. Les deux courants se rejoignent finalement vers la fin du livre. 